# 오멘 2
《오멘 2》(Damien: Omen II)는 미국에서 제작된 돈 테일러 감독의 1978년 공포 영화이다. 오멘 영화 시리즈 중 2번째작품으로, 첫 번째 영화가 나온지 7년 뒤에 개봉되었다. 윌리엄 홀든 등이 주연으로 출연하였고 하비 번하드 등이 제작에 참여하였다.

## 출연

### 주연
- 윌리엄 홀든
- 리 그랜트

### 조연
- 로버트 폭스워스
- 니콜라스 프라이어
- 루 에어스
- 실비아 시드니
- 루카스 도나트
- 조나단 스콧-테일러

## 기타
- 원조: 데이비드 셀처
- 공동제작: 찰스 옴므
- 미술: 필립 M. 제프리스
- 미술: 프레드 하프먼
- 배역: 린 스터마스터